# Дин, Говард
Говард Дин (англ. Howard Dean; род. 17 ноября 1948) — американский политик и врач из штата Вермонт. Он шесть сроков пребывал на посту губернатора штата Вермонт (был его 79-м губернатором по счёту) и неудачно баллотировался в президенты на праймериз Демократической партии США в 2004 году. Он был председателем Национального комитета Демократической партии с 2005 по 2009 год. Хотя его президентская кампания в США была неудачной, Дин считается пионером в повышении значимости интернет-фандрайзинга.
До прихода в политику Дин получил учёную степень в области медицины в медицинском колледже Альберта Эйнштейна в 1978 году. Дин был избран в Палату представителей Вермонта в качестве демократа в 1982 году и был избран вице-губернатором штата в 1986 году. Обе должности предусматривали неполный рабочий день, что позволило ему продолжать заниматься медициной. В 1991 году Дин стал губернатором штата Вермонт, после того как Ричард А. Снеллинг умер в своём кабинете. Дин впоследствии был переизбран на пять двухлетних сроков, находясь в должности с 1991 по 2003 год, что делает его губернатором со вторым по продолжительности периодом нахождения в должности в истории штата Вермонт после Томаса Читтендена (1778—1789 и 1790—1797). Дин занимал пост председателя Национальной ассоциации губернаторов с 1994 по 1995 год; во время его пребывания в должности Вермонт избавился от большей части своего долга и имел сбалансированный бюджет 11 раз, а налог на прибыль был снижен в два раза. Дин также курировал расширение программы «Dr. Dynasaur», которая обеспечивала всеобщее медицинское обслуживание для детей и беременных женщин в штате. Он является известным убежденным сторонником всеобщей системы здравоохранения.
Став одним из первых кандидатов в президенты на праймериз Демократической партии в 2004 году, Дин осудил вторжение в Ирак в 2003 году и призвал демократов выступить против администрации Буша. Дин продемонстрировал большие способности к сбору средств на свою кампанию и стал одним из первых политиков, собиравших деньги для предвыборных нужд через Интернет, однако проиграл праймериз сенатору Джону Керри из Массачусетса (причиной проигрыша считается его предвыборная речь, названная прессой «Крик Дина», где он почти что фальцетом прокричал победный крик "YAAAAAAAHHH!!!!", — этот фрагмент показали по национальным новостным каналам 633 раза в течение четырёх дней, в результате рейтинг Дина рухнул за несколько дней). Дин сформировал организацию «Демократия для Америки», а позднее был избран председателем Национального комитета Демократической партии в феврале 2005 года. Как председатель партии, Дин создал и использовал 50-штатную стратегию, которая пыталась сделать демократов конкурентоспособными в обычно консервативных штатах, где в прошлом голоса часто бывали потеряны. Успех этой стратегии стал очевидным после промежуточных выборов 2006 года, когда демократы заняли места в сенате от таких традиционно «республиканских» штатов, как Миссури и Монтана. На выборах 2008 года Барак Обама использовал 50-штатную стратегию в качестве основы своей кампании.
В настоящее время не занимает ни выборных должностей, ни какого-либо поста в Демократической партии.